# Ференц Фюлеп
Ференц Фюлеп (угор. Ferenc Fülöp, нар. 22 лютого 1955, Будапешт) — угорський футболіст, що грав на позиції нападника.

## Кар'єра
У дорослому футболі дебютував 1977 року виступами за команду МТК (Будапешт), в якій провів дев'ять сезонів, взявши участь у 197 матчах чемпіонату. Більшість часу, проведеного у складі МТК, був основним гравцем атакувальної ланки команди.
Завершив ігрову кар'єру у бельгійській команді «Олімпік» (Шарлеруа), за яку виступав протягом 1986—1989 років.
У складі національної збірної Угорщини не зіграв жодного матчу, хоча і викликався до її лав та був учасником чемпіонату світу 1978 року в Аргентині.
1981 року Фюлеп зіграв роль центрального нападника нацистської команди у американському фільмі «Перемога», але не вказаний утитрах.

## Особисте життя
Його син, Мартон Фюлеп, також був футболістом і грав за МТК та збірну Угорщини.